# San Luis del Cordero (kommun)
San Luis del Cordero är en kommun i Mexiko.   Den ligger i delstaten Durango, i den centrala delen av landet, 800 km nordväst om huvudstaden Mexico City.
Följande samhällen finns i San Luis del Cordero:
- San Luis del Cordero